# Graham Wardle
Pour les articles homonymes, voir Wardle.
Graham Wardle, né le 6 septembre 1986 à Mission en Colombie-Britannique (Canada), est un acteur, producteur et photographe canadien. 
Il est particulièrement connu pour son rôle de Ty Borden dans la série Heartland.

## Biographie
Il grandit à New Westminster, près de Vancouver dans une famille de 6 enfants : il a 2 frères et 3 sœurs. Ses parents s'appellent Jack et Véronique, ils sont propriétaires d'un ranch au Canada. Il commence sa carrière à l'âge de 6 ans dans une publicité télévisuelle, et ensuite enchaîne les apparitions dans des séries telles que La Nouvelle Famille Addams, La Vie comme elle est ou encore Supernatural. 
En 2004, il entre à l'Université de Capilano de Vancouver, dans la section film, d'où il ressort diplômé en 2007.
La même année, il joue dans le film In the Land of Women aux côtés de Meg Ryan, Adam Brody et Kristen Stewart. Pendant ses années universitaires, il participe à la création et à la réalisation de nombreux films, et il sera nommé pour le LEO Award de la meilleure production étudiante en 2008, pour le film The Return, qu'il a produit avec des amis. Il joue aussi dans le film d'horreur Yesterday.

### Carrière
Il a fait 2 apparitions dans la série a succès Supernatural, une fois en 2005 et une en 2013.
Depuis 2007, il tient le rôle principal de Ty Borden dans la série télévisée canadienne Heartland créée d'après la série de romans de Lauren Brooke, diffusée depuis le 14 octobre 2007 sur le réseau CBC aux côtés de Amber Marshall, Michelle Morgan, Shaun Johnston, Alisha Newton, Chris Potter, Gabriel Hogan et Nathaniel Arcand. En 2020, il annonce qu'il quitte la série après 13 ans de tournage afin de pouvoir se consacrer à d'autres projets. 
En 2013, il a joué aux côtés de Kaitlyn Leeb dans le film La forêt des suicides (en) (Grave Halloween) de Steven R. Monroe (en).
À l'été 2013, il a cofondé Lone Maverick, une société de production et de divertissement de films.

### Vie privée
Il s'est marié en 2015 avec Allison le 15 avril 2015, puis a divorcé trois ans plus tard en 2018.

## Filmographie

### Cinéma
- 2000 : Ratz : Tod
- 2001 : Au-delà du réel : L'aventure continue : Man
- 2005 : Killer Bash : Robert Yorke Hyde
- 2007 :  Fallen : Le jock no 2
- 2007 : Yesterday : Chris
- 2007 : Pluie infernale (Anna's Storm) : Seth Corbin
- 2007 : Like Mike 2: Streetball : Bully
- 2007 : In the Land of Women : Gabe Foley
- 2008 : That One Night : Danny McKabb
- 2010 : Le Noël d'Heartland : Ty Borden
- 2013 : La forêt des suicides (en) (Grave Halloween) de Steven R. Monroe (en) : Kyle

### Télévision
- 1997 : The Sentinel (saison 3, épisode 17) : Jeune Aaron
- 1998 : La Nouvelle Famille Addams (The New Addams Family) : Bif (saison 1, épisode 53)
- 2004 : La Vie comme elle est : Adam Kitsis (saison 1, épisode 3)
- 2005 et 2012 : Supernatural : Tommy Collins (2 épisodes)
- 2007-2021 : Heartland : Ty Borden (rôle principal - 222 épisodes)